# Adolf Schneider (Verwaltungsjurist)
Adolf Wilhelm Otto Schneider (* 20. April 1806 in Steinhorst; † 28. August 1886 in Münder) war ein deutscher Verwaltungsjurist.

## Leben
Adolf Schneider war Sohn des Amtmanns Schneider im Amt Burgdorf. Er studierte ab 1824 Rechtswissenschaften an der Universität Göttingen und wurde dort zunächst Mitglied des Corps Hannovera Göttingen. Im Zuge der Intrige seines Corpsbruders Christian Eisendecher trat er später in das Corps Lunaburgia Göttingen ein und wurde später von diesem zum Ehrenmitglied ernannt. Nach Beendigung seines Studiums 1827 trat er in den Verwaltungsdienst des Königreichs Hannover ein und wurde 1829 Auditor im Amt Dannenberg. 1833 wurde Schneider in Lüneburg Assessor und als Amtsassessor 1850 nach Gifhorn versetzt, wo er am 7. September 1852 zum Amtmann des neu gegründeten Amtes Papenteich berufen wurde. Zum 27. März 1859 wurde dann das Amt Papenteich mit dem Amt Gifhorn zusammengelegt und Schneider zum Amtmann des Amtes Gifhorn berufen.